# Kūn (I Ching)
Kūn (em chinês pinyin) (坤) ou kon em japonês , é um dos oito trigramas básicos do Bāguà, elemento estruturante do I Ching.
Também grafado K’un, este conceito chinês pode ser associado à Terra e ao elemento Terra (地), ao planeta Saturno (土星), à Mãe, ao Receptivo.
Três linhas quebradas são utilizadas para simbolizar a terra. A terra é um objeto gigante. É o corpo que suporta a vida humana e o cemitério para a morte. É considerado suave e receptivo, porque ela pode tratar várias punições com tolerância. Cabra (zodíaco) e Macaco (zodíaco) recebem o nome de Hitsujisarû.